# Creepers
Pour l’article homonyme, voir Creepers (jeu vidéo).

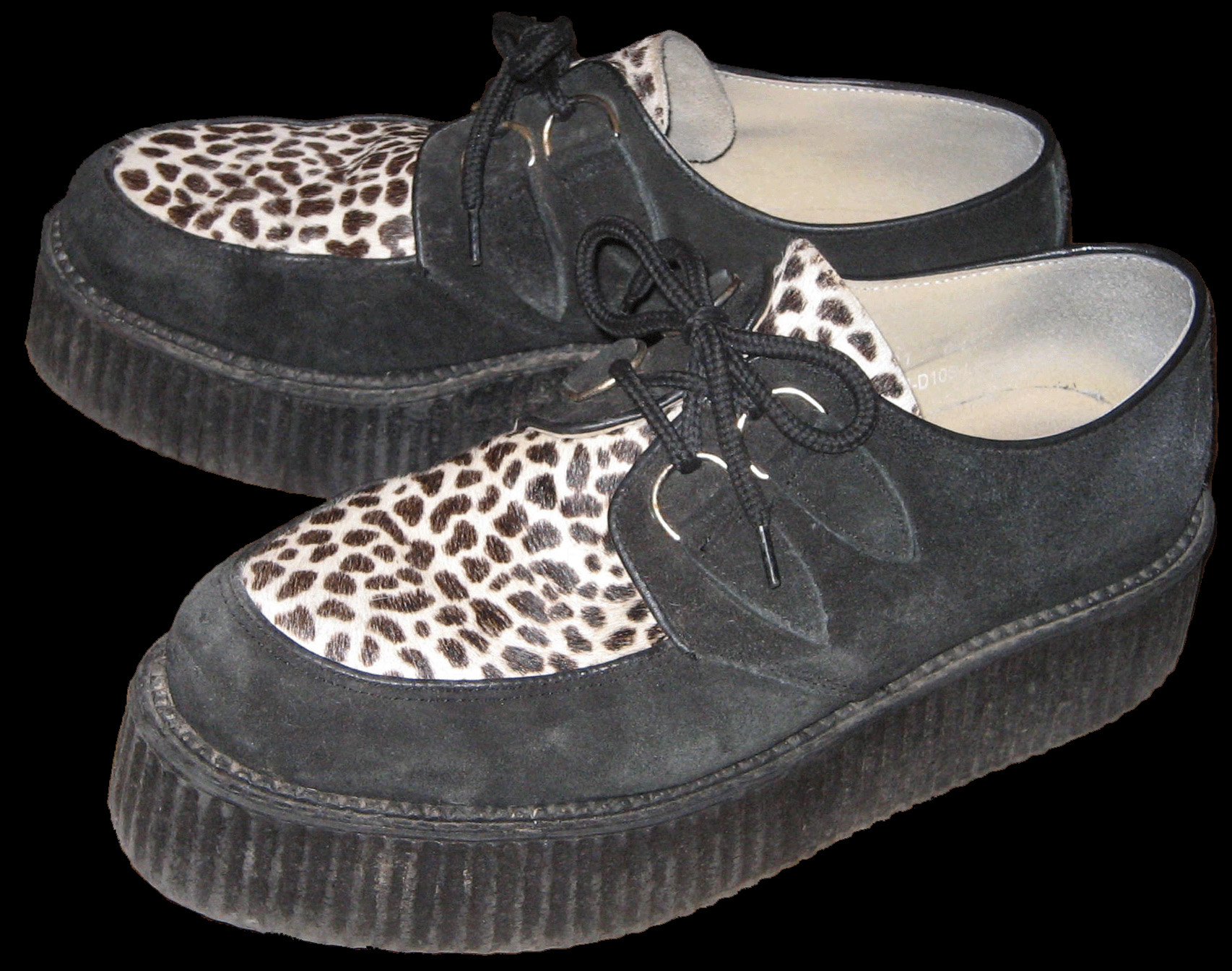
Une paire de creepers double sole ou « semelle double ».

Les creepers (parfois appelées (en) brothel creepers dans la sphère anglo-saxonne) sont un type de chaussures à épaisse semelle de crêpe devenu populaire dans les années 1950 avec la montée du rockabilly et des Teddy Boys, respectivement aux États-Unis et au Royaume-Uni.

## Historique
Elles sont considérées comme un accessoire de mode classique des années 1950, de même qu'entre autres la banane, la cravate de type bolo et les pantalons à coupe droite. Les creepers sont une invention de George Cox qui les vend originellement sous la marque Hamilton, du second prénom du fils de leur créateur, à partir de l'année 1949. Malcolm McLaren les rend à nouveau populaires au début des années 1970 lorsqu'il commence à vendre des creepers dans son Let it Rock Shop de Londres. D'abord achetées en masse par la clientèle « Teddy Boy », les creepers continuent à trouver acquéreur lorsque McLaren et son associée, Vivienne Westwood, décident de courtiser une clientèle plus spécifiquement orientée rock. Dans les années 1970 et 1980, elles se répandent dans les milieux ska, punk, psychobilly et gothique.
Elles refont surface sur les podiums à l'automne 2007, lors du défilé masculin de la marque Yves Saint Laurent puis passent au prêt-à-porter féminin. En 2011, Prada en propose avec une couche d'osier et une de couleur et, en 2012, Carven utilise le raphia alors que Chanel réalise « une version irisée d'or et agrémentée de scratch ». Suivent Sandro, en bicolores, Maloles, en version lamé, Robert Clergerie, avec des touches de blanc et Underground, avec un effet dalmatien.
En septembre 2015, elles sont réinterprétées par la chanteuse Rihanna pour le compte de la marque de sport Puma, sur la base de la Puma Suede en y ajoutant la semelle dite Creepers. D'abord disponible en trois coloris (beige, noir et beige, noir et blanc), d'autres font ensuite leur apparition en novembre, en coloris blanc cassé et rose et vert, toujours en conservant la semelle creepers en couleur beige. Le 26 mai 2016 sort le pack contenant le modèle blanc dit « triple white », le modèle noir « triple black », ou encore le modèle vert et bordeaux. Le 28 juillet sort le motif « Orange Camo », avant de voir l'arrivée des modèles velours bordeaux, gris, et noirs présent dans le « Velvet Pack » sorti en décembre 2016, et enfin du « Leather Pack » d'avril 2017, qui rassemble les modèles blanc et noir, et noir en cuir verni.

## Fabrication et distribution
Les creepers existent en trois épaisseurs de semelle, respectivement appelées (en) simple, double et triple sole (« semelle simple, double et triple »). Ces dernières, les plus épaisses, mesurent approximativement 10 cm. En comparaison, les semelles simples font 3 cm et les doubles 5 cm. Les matériaux utilisés sont le cuir, la peau de daim et le synthétique sur quelques rares modèles fantaisie. On trouve des modèles à fermeture par boucle et d'autres à lacets.
Les modèles creepers sont à présent distribués par plusieurs marques. Celles considérées comme « originales » sont les chaussures estampillées George Cox, les autres étant des copies fabriquées sous licence. Les prix, selon la marque et le type, vont d'un peu plus de 70 € pour les modèles basiques de grande série à environ 120 € pour les séries limitées. Quant aux modèles de chez George Cox, une paire vaut un peu plus de 300 € .
Dans les marques actuellement plus connues du grand public, on trouve les marques George Cox, Underground England, T.U.K ou encore PinSoup & Creeperscustom.